# Lomagramma copelandii
Lomagramma copelandii är en träjonväxtart som beskrevs av Holtt. Lomagramma copelandii ingår i släktet Lomagramma och familjen Dryopteridaceae. Inga underarter finns listade.